# Villa Unión
Villa Unión là một đô thị thuộc bang Coahuila, México. Năm 2005, dân số của đô thị này là 6138 người.